# Magnoliaceae

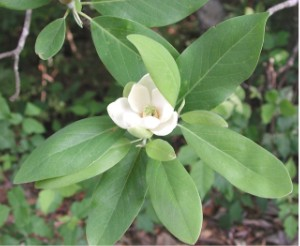
Flor de Magnolia virginiana.

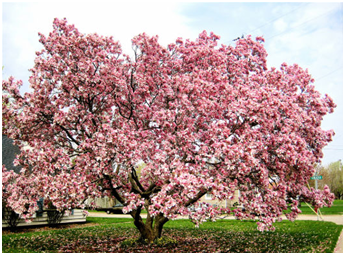
Cultivar ornamental de magnólia em flor.

Magnoliaceae Juss. é uma família de plantas dicotiledóneas pertencente à ordem Magnoliales, do clade das magnoliídeas, composta por 7 géneros (alguns autores consideram apenas 2 géneros), agrupando cerca de 297 espécies, incluindo as magnólias e os tulipeiros utilizados para fins ornamentais. As espécies pertencentes a esta ordem distribuem-se pela Ásia tropical e temperada e pelas Américas, com centros de diversidade no sueste da China e no Neotropis.

## Descrição
As Magnoliaceae são árvores fáceis de reconhecer pelos seus caules monopódicos e folhagem densa. Para além disso, sobre o solo onde crescem é frequente encontrar um manto formado por folhas secas de consistência coreácea e face superior lustrosa. Esse manto inclui também brácteas foliares e florais coriaceas, sépalas e pétalas carnosas e restos de frutos de paredes grossas e receptáculos lenhosos.
As populações menos perturbadas de Magnoliacea apresentam uma distribuição gregária, que em algumas ocasiões podem chegar a formar bosques densos, com grandes árvores adultas emergentes e numerosas plântulas. Um exemplo desse tipo de bosque são algumas das populações de Magnolia yarumalenis localizadas sobre a Cordilheira Ocidental no sudoeste da província de Antioquia. Em geral, as populações que crescem em habitats fragmentados e isolados são compostas unicamente por árvores adultas ocasionais, localizados na periferia dos fragmentos de floresta e com escassa regeneração natural. Por outro lado, a polinização destas plantas é realizada geralmente por coleópteros, enquanto que a dispersão das suas sementes é com frequência realizada por aves ou mamíferos (zoocoria). O isolamento das populações deterioradas dificulta a dinâmica destes processos pois diminui o fluxo genético entre elas, o que pode levar à extinção local.
Hábito e folhas
Seus representantes são árvores ou arbustos, glabros ou com indumento de pelos simples, de crescimento monopódico ou simpódico, com nós multilacunares e células esféricas contendo óleos aromáticos e alcaloides. Caules com nós com 6 ou mais lacunas, raios amplos e floema secundário estratificado.
As folhas são simples, medianas a grandes, inteiras ou 2-10-lobadas, pinatinérveas, com filotaxia em espiral ou alternas, ligeiramente lobadas em alguns indivíduos, com estípulas terminais e espiraladas, grandes, livres ou parcialmente adnatas ao pecíolo, inicialmente rodeando e protegendo a gema terminal, posteriormente caducas e deixando uma cicatriz anular no nó. Folhagem persistente ou caduca. Estomas apenas no dorso foliar, paracíticos, raramente anomocíticos.
Fisiologicamente, são plantas C3.
Estruturas reprodutivas
As flores são solitárias e terminais e às vezes axilares em um pedúnculo curto. O pedúnculo com uma ou mais brácteas espatáceas caducas que deixam cicatrizes anulares. Perianto espiralado ou espirocíclico, trímero (3-4 verticilos ternados), uniforme ou diferenciado em cálice e corola, com 6-18 tépalas caducas, livres, imbricadas. pétalas e sépalas semelhantes, que podem ser confundidas entre si (tépalas).
As flores são bissexuadas perfeitas, raramente unissexuais, terminais ou pseudoaxilares sobre um braquiblasto axilar, monoclamídeas ou heteroclamídeas, radiais com receptáculo alongado. Apresentam androceu espiralado e gineceu apocárpico espiralado, com estames numerosos e livres, muitas vezes com três nervuras. Os filetes são curtos e grossos, pouco diferenciados das anteras, que por sua vez apresentam conectivo que se projecta além do ápice dos sacos polínicos. 
Apresentam carpelos numerosos (bi a pluricarpelar) livres, sobre um receptáculo alongado. Ovário súpero, com placentação lateral, com dois a mais óvulos e nectários ausentes. O estigma geralmente estende-se para baixo na superfície adaxial do estilete, porém pode ser reduzido ou ausente.
Estames 50-200, livres, espirais, filamentos curtos ou longos, anteras adnatas, lineares, 2-loculares, tetrasporangiadas, de deiscencia introrsa, latrorsa ou raramente extrorsa, conectivo usualmente prolongado; carpelos (1-)20-200, apocárpicos ou sincárpicos, espirais, gineceu séssil ou estipitado, estilo curto, estigma terminal, seco, alongado ou não; óvulos (1-)2-12(-20) por carpelo, anátropos, bitégmicos, crasinucelados, de placentação marginal, bisseriada na sutura ventral, funículo com obturador.
O grão de pólen é monossulcado, reniforme a navicular, com um colpo distal, raramente tricotomosulcado, ectexina diferenciada em tectum, columelas e camada basal, tectum perfurado e rugoso, endexina fina, lamelada ou ausente, intina mais grossa que a exina, em camadas lameladas.
Fruto e semente
O fruto, apocárpico ou sincárpico, consiste num agregado de folículos que geralmente ficam muito próximos na maturidade e que apresenta deiscência ao longo da superfície adaxial, ou seja os carpelos abrem-se pela sutura dorsal ou ventral, por vezes por ambas. São raramente de cisão meridiana ou indeiscentes, ou uma cápsula loculicida. Geralmente endurecidos e lenhosos, às vezes são carnosos com os frutos adjacentes fundindo-se numa estrutura bacóide, de deiscência irregular ou indeiscente, ou num agregado de sâmaras.
As sementes, que geralmente ficam pendentes através de fios finos, são grandes, com endosperma homogéneo, abundante, oleoso e não ruminado, em alguns casos com sarcotesta vermelha ou alaranjada. A sementes distribuem-se uma ou mais por carpelo. Nos carpelos deiscentes as sementes são usualmente pendentes de um funículo alongado. Nos carpelos indeiscentes, a testa é ariloide e aderente ao endocarpo. O embrião é pequeno.
Número cromossómico
O número cromossómico é x = 19; cromossomas pequenos; poliploidia frequente em espécies de zonas temperadas, em especial dos Himalaias.
Fitoquímica
A fitoquímica das Magnoliaceae inclui estruturas moleculares complexas como o magnolol e o honokiol, que são potencialmente compostos antioxidantes de uso farmacêutico e alimentar. Foram também encontradas outras estruturas químicas com actividades antimaláricas, antiplaquetárias, antinflmatórias e citotóxicas.
Outras substâncias, como os óleos essenciais, estão presentes em grandes idioblastos. Entre esses compostos contam-se as lactonas sesquiterpénicas (do tipo germanacrólido, eudesmanólido, elemanólido e guainólido), flavonóis, procianidinas, ácido caféico, ciclitóis, lignanos, neolignanos e alcaloides, bem como compostos cianogénicos derivados da tirosina (taxifolina e trigloquinina) em Liriodendron tulipifera e Magnolia sprengeri. Contudo, os galitaninos e elagitaninos estão ausentes. As folhas são frequentemente muito silicificadas.
Polinização
São geralmente polinizadas por coleópteros, mas no caso de Liriodendron a polinização ocorre por abelhas, devido a presença de proginia, e suas sementes são dispersas pelo vento. Enquanto que nas outras espécies a polinização ocorre em sua maioria por aves e besouros. 

## Ecologia
Flores protóginas, polinizadas por escaravelhos que se alimentam dos estigmas, do pólen, do néctar e das secreções das pétalas. Nas espécies com frutos deiscentes, as sementes ficam dependuradas durante algum tempo dos funículos alongados até que caem Naquelas que apresentam frutos indeiscentes, o sincarpo resultante cai como uma unidade.
No género Liriodendron os carpelos samaroides são dispersos pelo vento.
O habitat preferido da maioria das espécies são os bosques temperados e as selvas tropicais de média e grande altitude (hasta 3500 m), raramente a baixa altitude. A distribuição fragmentada actual é o resultado de eventos de migração forçada e de redução de áreas devido às grande mudanças de clima durante o Pleistoceno.

## Distribuição
As Magnoliaceae são uma família de árvores e arbustos com ampla distribuição nas zonas temperadas e tropicais do sueste da Ásia e nas regiões tropicais da América Central e da América do Sul. Algumas espécies ocorrem na Malésia e na Oceânia.
Na região neotropical estão descritas cerca de 45 espécies de magnoliáceas, distribuídas pela América Central, as Antilhas, o Chocó biogeográfico, o leste das Guianas, os Andes, a vertente andino-amazónica e o sueste do Brasil.
Na Colômbia está concentrada a maior diversidade de magnoliáceas do Neotrópico, com 33 espécies (incluindo duas possíveis espécies novas), todas do género Magnolia. De entre as espécies colombianas, 29 são exclusivas do país, localizadas principalmente nas florestas húmidas e muito húmidas, desde o nível do mar até aos 3000 m de altitude, na franja andina e subandina e no Chocó biogeográfico.
No Brasil ocorrem duas espécies: Magnolia amazonica e Magnolia ovata, podendo ser encontradas em três domínios: Amazônia, Cerrado e Mata Atlântica, com ocorrências confirmadas no Norte (Acre, Pará, Tocantins), Centro-oeste (Distrito Federal, Goiás, Mato Grosso do Sul), Sudeste (Minas Gerais, Rio de Janeiro, São Paulo) e Sul (Paraná, Rio Grande do Sul, Santa Catarina). O tipo de vegetação que ocorre são: Floresta Ciliar ou Galeria, Floresta de Terra Firme, Floresta de Várzea, Floresta Ombrófila (= Floresta Pluvial).

## Evolução
As Magnoliaceae são uma antiga família que evoluiu antes de aparecerem as abelhas, pelo que as flores se desenvolveram de forma a poderem ser polinizadas por escaravelhos. Como consequência, possuem carpelos duros para evitar a deterioração que seria causada pelos hábitos fitófagos dos escaravelhos. Foram encontrado espécimes fossilizados de Magnolia acuminata com de 20 milhões de anos de idade e puderam ser identificadas plantas pertencentes à família Magnoliaceae que datam de há 95 milhões de anos atrás.
Outra característica distintiva das magnoliáceas é a ausência de sépalas e pétalas; em seu lugar possuem tépalas, termo que se cunhou para designar este elemento intermédio.
Conhecem-se representantes desta família desde o Cretácico superior, deixando restos fossilizados em todo o hemisfério norte (p. ex. Archaeanthus do Cenomaniano, 98 Ma). As sementes de Magnolia são comuns nas jazidas do Terciário europeu. Considera-se que as espécies norte-americanas são sobreviventes do Pleistoceno, durante o qual os representantes europeus se extinguiram.

## Importância económica
Magnoliaceae não é uma família de grande relevância económica, porém algumas magnólias são cultivadas para fins ornamentais, sendo várias espécies usadas em jardinagem pelas suas características florais, tendo-se obtido numerosos cultivares híbridos.
Magnolia officinalis, Magnolia champaca e outras espécies produzem substâncias de uso na farmacopeia tradicional sul-americana e chinesa e moderna. Na medicina tradicional chinesa são usadas várias espécies, desde há séculos, com a utilização das cascas de madeira da espécie Magnolia officinalis no combate à cólicas, dores abdominais, indigestão e náuseas. 
A maioria das espécies de magnólias foram usadas historicamente como madeira de serração para a construção civil e como madeira roliça para carpintaria, entalhador, vigas e pavimentos. A exploração é feita principalmente a nível local, pelo que nos mercados internacionais a madeira destas espécies é pouco conhecida. Também a madeira da espécie Magnolia hernandezii é usada para fabricar utensílios de cozinha.

## Taxonomia

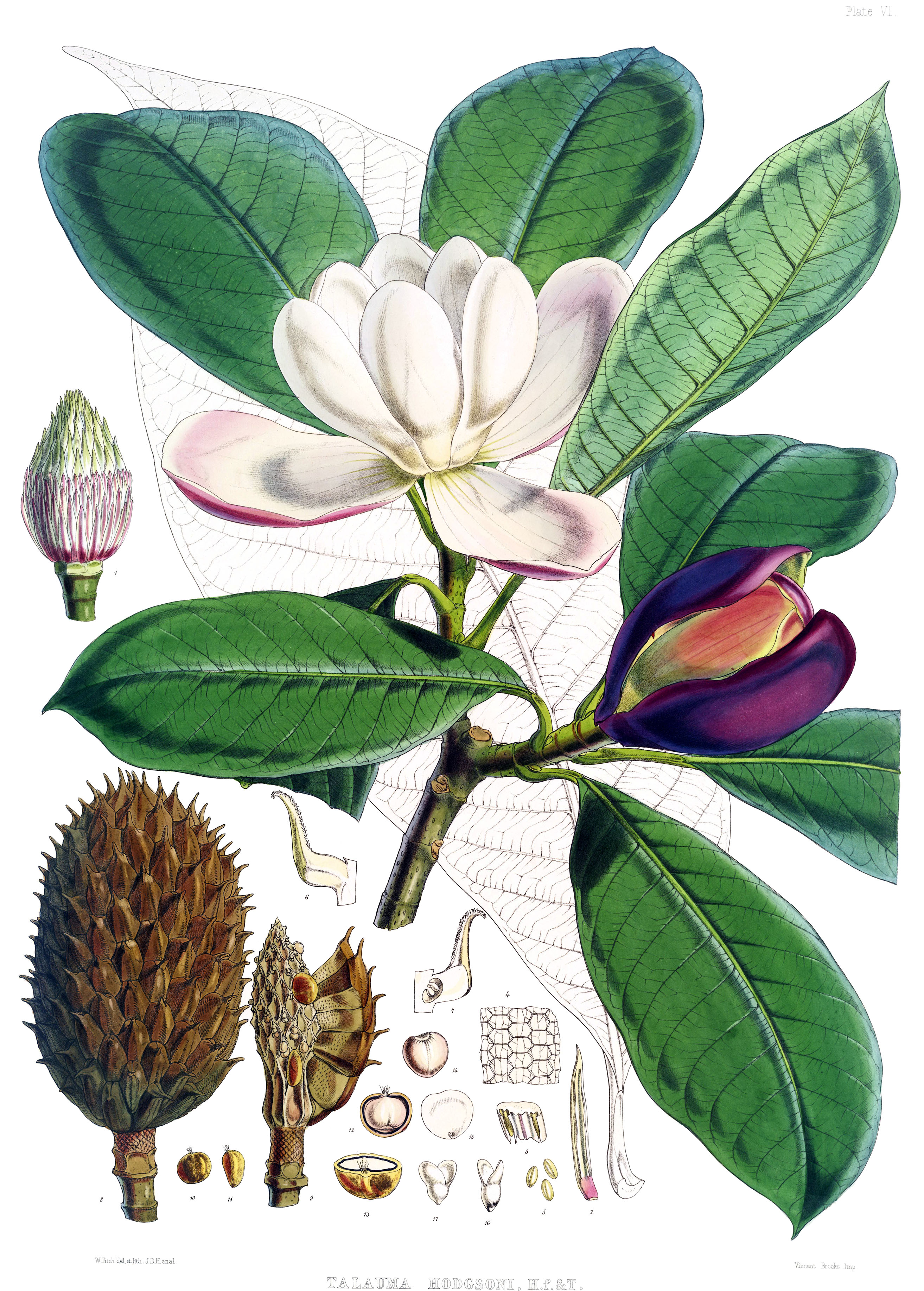
Magnolia hodgsonii (ou Talauma hodgsonii).

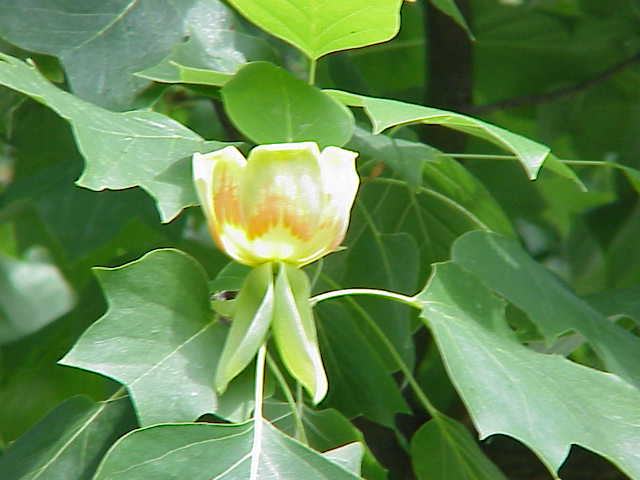
Flor e folhas de Liriodendron tulipifera.

A etimologia do nome da família deriva do nome genérico do seu género tipo, o género Magnolia o qual por sua vez toma como epónimo o nome de Pierre Magnol, botânico de Montpellier (França). A primeira espécie identificada deste género foi Magnolia virginiana, encontrada por missionários enviados à América do Norte na década de 1680. O nome passou à linguagem comum como «magnólia» quando também na América do Norte se descreveu a espécie Magnolia grandiflora, já  no século XVIII, a qual teve grande sucesso na Europa do tempo como planta ornamental.
A família Magnoliaceae, desde a sua descrição, foi considerada como um grupo primitivo de Angiospermas, em torno do qual foram colocadas outras famílias, dependendo do sistema de classificação, para criar a ordem Magnoliales. O APW (Angiosperm Phylogeny Website) considera que Magnoliaceae é o grupo irmão do clade apical da ordem Magnoliales, formado pelas famílias ((Degeneriaceae, Himantandraceae) (Eupomatiaceae, Annonaceae)).
De acordo com analises cladísticas de sequências de rbcL e caracteres morfológicos, Magnoliaceae é considerada uma família monofilética, derivada de um único ancestral comum. Está posicionada na ordem Magnoliales, cujo grupo irmão é Laurales, por sua vez incluídas no clado das magnoliídeas, juntamente com as ordens Canellales e Piperales. O seguinte cladograma mostra a posição da família entre as Magnoliidae:
|  | Canellales |
|  |            |
|  | Piperales  |
|  |            |

|  | Degeneriaceae   |
|  |                 |
|  | Himantandraceae |
|  |                 |

|  | Eupomatiaceae |
|  |               |
|  | Annonaceae    |
|  |               |

|  | Degeneriaceae   |
|  |                 |
|  | Himantandraceae |
|  |                 |

|  | Eupomatiaceae |
|  |               |
|  | Annonaceae    |
|  |               |

|  | Degeneriaceae   |
|  |                 |
|  | Himantandraceae |
|  |                 |

|  | Eupomatiaceae |
|  |               |
|  | Annonaceae    |
|  |               |

|  | Degeneriaceae   |
|  |                 |
|  | Himantandraceae |
|  |                 |

|  | Eupomatiaceae |
|  |               |
|  | Annonaceae    |
|  |               |

|  | Degeneriaceae   |
|  |                 |
|  | Himantandraceae |
|  |                 |

|  | Eupomatiaceae |
|  |               |
|  | Annonaceae    |
|  |               |

|  | Degeneriaceae   |
|  |                 |
|  | Himantandraceae |
|  |                 |

|  | Eupomatiaceae |
|  |               |
|  | Annonaceae    |
|  |               |

|  | Degeneriaceae   |
|  |                 |
|  | Himantandraceae |
|  |                 |

|  | Eupomatiaceae |
|  |               |
|  | Annonaceae    |
|  |               |

|  | Degeneriaceae   |
|  |                 |
|  | Himantandraceae |
|  |                 |

|  | Eupomatiaceae |
|  |               |
|  | Annonaceae    |
|  |               |

|  | Degeneriaceae   |
|  |                 |
|  | Himantandraceae |
|  |                 |

|  | Eupomatiaceae |
|  |               |
|  | Annonaceae    |
|  |               |

|  | Degeneriaceae   |
|  |                 |
|  | Himantandraceae |
|  |                 |

|  | Eupomatiaceae |
|  |               |
|  | Annonaceae    |
|  |               |

|  | Degeneriaceae   |
|  |                 |
|  | Himantandraceae |
|  |                 |

|  | Eupomatiaceae |
|  |               |
|  | Annonaceae    |
|  |               |

|  | Degeneriaceae   |
|  |                 |
|  | Himantandraceae |
|  |                 |

|  | Eupomatiaceae |
|  |               |
|  | Annonaceae    |
|  |               |

|  | Degeneriaceae   |
|  |                 |
|  | Himantandraceae |
|  |                 |

|  | Eupomatiaceae |
|  |               |
|  | Annonaceae    |
|  |               |

|  | Degeneriaceae   |
|  |                 |
|  | Himantandraceae |
|  |                 |

|  | Eupomatiaceae |
|  |               |
|  | Annonaceae    |
|  |               |

|  | Degeneriaceae   |
|  |                 |
|  | Himantandraceae |
|  |                 |

|  | Eupomatiaceae |
|  |               |
|  | Annonaceae    |
|  |               |

|  | Degeneriaceae   |
|  |                 |
|  | Himantandraceae |
|  |                 |

|  | Eupomatiaceae |
|  |               |
|  | Annonaceae    |
|  |               |

|  | Canellales |
|  |            |
|  | Piperales  |
|  |            |

|  | Degeneriaceae   |
|  |                 |
|  | Himantandraceae |
|  |                 |

|  | Eupomatiaceae |
|  |               |
|  | Annonaceae    |
|  |               |

|  | Degeneriaceae   |
|  |                 |
|  | Himantandraceae |
|  |                 |

|  | Eupomatiaceae |
|  |               |
|  | Annonaceae    |
|  |               |

|  | Degeneriaceae   |
|  |                 |
|  | Himantandraceae |
|  |                 |

|  | Eupomatiaceae |
|  |               |
|  | Annonaceae    |
|  |               |

|  | Degeneriaceae   |
|  |                 |
|  | Himantandraceae |
|  |                 |

|  | Eupomatiaceae |
|  |               |
|  | Annonaceae    |
|  |               |

|  | Degeneriaceae   |
|  |                 |
|  | Himantandraceae |
|  |                 |

|  | Eupomatiaceae |
|  |               |
|  | Annonaceae    |
|  |               |

|  | Degeneriaceae   |
|  |                 |
|  | Himantandraceae |
|  |                 |

|  | Eupomatiaceae |
|  |               |
|  | Annonaceae    |
|  |               |

|  | Degeneriaceae   |
|  |                 |
|  | Himantandraceae |
|  |                 |

|  | Eupomatiaceae |
|  |               |
|  | Annonaceae    |
|  |               |

|  | Degeneriaceae   |
|  |                 |
|  | Himantandraceae |
|  |                 |

|  | Eupomatiaceae |
|  |               |
|  | Annonaceae    |
|  |               |

|  | Degeneriaceae   |
|  |                 |
|  | Himantandraceae |
|  |                 |

|  | Eupomatiaceae |
|  |               |
|  | Annonaceae    |
|  |               |

|  | Degeneriaceae   |
|  |                 |
|  | Himantandraceae |
|  |                 |

|  | Eupomatiaceae |
|  |               |
|  | Annonaceae    |
|  |               |

|  | Degeneriaceae   |
|  |                 |
|  | Himantandraceae |
|  |                 |

|  | Eupomatiaceae |
|  |               |
|  | Annonaceae    |
|  |               |

|  | Degeneriaceae   |
|  |                 |
|  | Himantandraceae |
|  |                 |

|  | Eupomatiaceae |
|  |               |
|  | Annonaceae    |
|  |               |

|  | Degeneriaceae   |
|  |                 |
|  | Himantandraceae |
|  |                 |

|  | Eupomatiaceae |
|  |               |
|  | Annonaceae    |
|  |               |

|  | Degeneriaceae   |
|  |                 |
|  | Himantandraceae |
|  |                 |

|  | Eupomatiaceae |
|  |               |
|  | Annonaceae    |
|  |               |

|  | Degeneriaceae   |
|  |                 |
|  | Himantandraceae |
|  |                 |

|  | Eupomatiaceae |
|  |               |
|  | Annonaceae    |
|  |               |

|  | Degeneriaceae   |
|  |                 |
|  | Himantandraceae |
|  |                 |

|  | Eupomatiaceae |
|  |               |
|  | Annonaceae    |
|  |               |

|  | Canellales |
|  |            |
|  | Piperales  |
|  |            |

|  | Degeneriaceae   |
|  |                 |
|  | Himantandraceae |
|  |                 |

|  | Eupomatiaceae |
|  |               |
|  | Annonaceae    |
|  |               |

|  | Degeneriaceae   |
|  |                 |
|  | Himantandraceae |
|  |                 |

|  | Eupomatiaceae |
|  |               |
|  | Annonaceae    |
|  |               |

|  | Degeneriaceae   |
|  |                 |
|  | Himantandraceae |
|  |                 |

|  | Eupomatiaceae |
|  |               |
|  | Annonaceae    |
|  |               |

|  | Degeneriaceae   |
|  |                 |
|  | Himantandraceae |
|  |                 |

|  | Eupomatiaceae |
|  |               |
|  | Annonaceae    |
|  |               |

|  | Degeneriaceae   |
|  |                 |
|  | Himantandraceae |
|  |                 |

|  | Eupomatiaceae |
|  |               |
|  | Annonaceae    |
|  |               |

|  | Degeneriaceae   |
|  |                 |
|  | Himantandraceae |
|  |                 |

|  | Eupomatiaceae |
|  |               |
|  | Annonaceae    |
|  |               |

|  | Degeneriaceae   |
|  |                 |
|  | Himantandraceae |
|  |                 |

|  | Eupomatiaceae |
|  |               |
|  | Annonaceae    |
|  |               |

|  | Degeneriaceae   |
|  |                 |
|  | Himantandraceae |
|  |                 |

|  | Eupomatiaceae |
|  |               |
|  | Annonaceae    |
|  |               |

|  | Degeneriaceae   |
|  |                 |
|  | Himantandraceae |
|  |                 |

|  | Eupomatiaceae |
|  |               |
|  | Annonaceae    |
|  |               |

|  | Degeneriaceae   |
|  |                 |
|  | Himantandraceae |
|  |                 |

|  | Eupomatiaceae |
|  |               |
|  | Annonaceae    |
|  |               |

|  | Degeneriaceae   |
|  |                 |
|  | Himantandraceae |
|  |                 |

|  | Eupomatiaceae |
|  |               |
|  | Annonaceae    |
|  |               |

|  | Degeneriaceae   |
|  |                 |
|  | Himantandraceae |
|  |                 |

|  | Eupomatiaceae |
|  |               |
|  | Annonaceae    |
|  |               |

|  | Degeneriaceae   |
|  |                 |
|  | Himantandraceae |
|  |                 |

|  | Eupomatiaceae |
|  |               |
|  | Annonaceae    |
|  |               |

|  | Degeneriaceae   |
|  |                 |
|  | Himantandraceae |
|  |                 |

|  | Eupomatiaceae |
|  |               |
|  | Annonaceae    |
|  |               |

|  | Degeneriaceae   |
|  |                 |
|  | Himantandraceae |
|  |                 |

|  | Eupomatiaceae |
|  |               |
|  | Annonaceae    |
|  |               |

|  | Degeneriaceae   |
|  |                 |
|  | Himantandraceae |
|  |                 |

|  | Eupomatiaceae |
|  |               |
|  | Annonaceae    |
|  |               |

|  | Canellales |
|  |            |
|  | Piperales  |
|  |            |

|  | Degeneriaceae   |
|  |                 |
|  | Himantandraceae |
|  |                 |

|  | Eupomatiaceae |
|  |               |
|  | Annonaceae    |
|  |               |

|  | Degeneriaceae   |
|  |                 |
|  | Himantandraceae |
|  |                 |

|  | Eupomatiaceae |
|  |               |
|  | Annonaceae    |
|  |               |

|  | Degeneriaceae   |
|  |                 |
|  | Himantandraceae |
|  |                 |

|  | Eupomatiaceae |
|  |               |
|  | Annonaceae    |
|  |               |

|  | Degeneriaceae   |
|  |                 |
|  | Himantandraceae |
|  |                 |

|  | Eupomatiaceae |
|  |               |
|  | Annonaceae    |
|  |               |

|  | Degeneriaceae   |
|  |                 |
|  | Himantandraceae |
|  |                 |

|  | Eupomatiaceae |
|  |               |
|  | Annonaceae    |
|  |               |

|  | Degeneriaceae   |
|  |                 |
|  | Himantandraceae |
|  |                 |

|  | Eupomatiaceae |
|  |               |
|  | Annonaceae    |
|  |               |

|  | Degeneriaceae   |
|  |                 |
|  | Himantandraceae |
|  |                 |

|  | Eupomatiaceae |
|  |               |
|  | Annonaceae    |
|  |               |

|  | Degeneriaceae   |
|  |                 |
|  | Himantandraceae |
|  |                 |

|  | Eupomatiaceae |
|  |               |
|  | Annonaceae    |
|  |               |

|  | Degeneriaceae   |
|  |                 |
|  | Himantandraceae |
|  |                 |

|  | Eupomatiaceae |
|  |               |
|  | Annonaceae    |
|  |               |

|  | Degeneriaceae   |
|  |                 |
|  | Himantandraceae |
|  |                 |

|  | Eupomatiaceae |
|  |               |
|  | Annonaceae    |
|  |               |

|  | Degeneriaceae   |
|  |                 |
|  | Himantandraceae |
|  |                 |

|  | Eupomatiaceae |
|  |               |
|  | Annonaceae    |
|  |               |

|  | Degeneriaceae   |
|  |                 |
|  | Himantandraceae |
|  |                 |

|  | Eupomatiaceae |
|  |               |
|  | Annonaceae    |
|  |               |

|  | Degeneriaceae   |
|  |                 |
|  | Himantandraceae |
|  |                 |

|  | Eupomatiaceae |
|  |               |
|  | Annonaceae    |
|  |               |

|  | Degeneriaceae   |
|  |                 |
|  | Himantandraceae |
|  |                 |

|  | Eupomatiaceae |
|  |               |
|  | Annonaceae    |
|  |               |

|  | Degeneriaceae   |
|  |                 |
|  | Himantandraceae |
|  |                 |

|  | Eupomatiaceae |
|  |               |
|  | Annonaceae    |
|  |               |

|  | Degeneriaceae   |
|  |                 |
|  | Himantandraceae |
|  |                 |

|  | Eupomatiaceae |
|  |               |
|  | Annonaceae    |
|  |               |

A sistemática interna da família tem sido muito controvertida, distinguindo-se desde 12 géneros (p. ex. Hutchinson, 1964) a 7 (Nooteboom, 1993) ou apenas 2 (como é o caso do APW, 2016). Os recentes estudos de filogenia molecular confirmam Liriodendron como um género de validade indiscutível, mas os restantes surgem como ramos internas de um género Magnolia fortemente parafilético, pelo que a tendência actual é incluir Manglietia, Pachylarnax, Kmeria, Elmerrillia e Michelia num amplo género Magnolia. O único taxon candidato a manter possivelmente o seu status genérico seria Talauma, por ser o ramo basal da árvore filogenética do género Magnolia, mas esta opção necessita um consenso ainda não alcançado entre os botânicos.
Em Liriodendron aparecem algumas apomorfias, que incluem as folhas lobadas, os carpelos com estigma reduzido, sementes com uma cobertura fina, mais ou menos seca, e frutos samaroides. Já em Magnolia, destacam-se os folículos com deiscência abaxial, que podem ser descritos como folículos de abertura inversa. 
Aceitando a hipótese dos dois géneros, a estrutura interna da família seria:
- Folhas 2-10-lobuladas, de ápice truncado ou amplamente encurtado. Anteras extrorsas. Carpelos samaroides em fruto, folhas caducas:

Liriodendron L., 1753 — Leste da América do Norte, sul da China e norte do Vietname.
- Folhas inteiras, raramente 2-lobuladas. Anteras introrsas ou latrorsas. Carpelos não samaroides em fruto, deiscentes ou circunsésseis se indeiscentes, formando um sincarpo:

Magnolia L., 1753 — Leste e sul da Ásia, Indonésia e Nova Guiné, América do Norte e América do Sul.
Numa abordagem mais conservadora, a sistemática interna da família pode ser vista como assentando em duas subfamílias (Magnolioidea e Liriodendroidae), sendo que uma delas (Liriodendroidae) é monogenérica:
- Subfamília Magnolioideae
  - Tribo Magnolieae
    - Kmeria (5 espécies)
    - Magnolia (128 espécies)
    - Manglietia (29 espécies)
    - Pachylarnax (2 espécies)

  - Tribo Michelieae
    - Elmerrillia (4 espécies)
    - Michelia (49 espécies)
- Subfamília Liriodendroidae
  - Liriodendron (2 espécies)